# Епархија шумадијска
Епархија шумадијска је епархија Српске православне цркве.
Надлежни архијереј је епископ Јован, а седиште епархије се налази у Крагујевцу.

## Историјат
Територија данашње Епархије шумадијске у далекој прошлости припадала је Београдској и Топличкој епархији, а поједини делови, од 1557. до прве половине 17. века, Рудничкој епархији, а потом Веначкој епархији чији митрополит веначки и руднички Серафим резидирао, 1632, у манастиру Благовештењу. Не зна се да ли је та област у то доба сачињавала засебну епископију, или је била само део Ваљевске или Ужичке епископије. Познато је да су делови Шумадије припадали Ваљевској или Ужичкој епархији да би на крају припали Београдској архиепископији у чијем су саставу остали све до краја Првог светског рата.
После васпостављања Српске патријаршије, 1920, патријарх српски Димитрије управљао је не само својом архиепископијом, у чијем је саставу била Шумадија и Браничево, већ и Сремско-карловачком архидијецезом. Идуће године, Свети архијерејски сабор, издвојивши из Београдске архиепископије пожаревачки и стари ћупријски округ до реке Мораве, васпоставио је стару Браничевску епархију.
Доношењем црквеног устава, 1931, спојене су Београдска архиепископија и Сремско-карловачка архидијецеза у Београдско-карловачку архиепископију, с тим што је ова архиепископија добила од Вршачке епархије град Панчево. Тако је Београдско-карловачка архиепископија обухватала територију од 27 срезова, односно од Варварина и Београда до Осјека. Није онда никакво чудо што су при оваквој подели трпели и Шумадија и Срем. Патријарси, због послова у целој Српској православној цркви, нису стигли да посвете одговарајућу пажњу својој пространој архидијецези и да је редовно обилазе. Шумадијски део епархије посетили су неколико пута у току двадесет година, а викарне епископе слали су да освете новоподигнуте храмове. Сремским делом епархије патријарси су управљали уз помоћ својих викарних епископа, који су се опет често мењали.
Идеја о оснивању Шумадијске епархије рођена је, изгледа, за време прве посете новоизабраног патријарха Гаврила Крагујевцу, о Духовима 1938. године. Наиме, после те посете Крагујевчани траже дозволу да подигну зграду за митрополију. Убрзо потом почиње рат и тако није подигнута ни зграда за Шумадијску епархију, нити је она основана.
После повратка патријарха српског Гаврила из заточеништва, 1946, Свети архијерејски сабор састао се први путу своје редовно заседање у Патријаршијском двору у Београду 11/24. априла 1947. године. Заседање је трајало све до 8/21. маја исте године. У раду овог заседања узели су учешћа сви епархијски архијереји који су преживели Други светски рат: патријарх српски Гаврило, митрополит скопски Јосиф, епископи: будимски Георгије, бачки Иринеј, тимочки Емилијан, нишки Јован, зворничко-тузлански Нектарије, браничевски Венијамин, банатски Дамаскин, шабачки Симеон, злетовско-струмички Викентије и администратор Рашко-призренске епархије Владимир. У раду овог Сабора нису узели учешћа епископи: жички Николај, далматински Иринеј, и америчко-канадски Дионисије, који су у то време били ван земље.
На предлог патријарха српског Гаврила, Свети архијерејски сабор у седници својој одржаној 24. априла/7. маја 1947. донео је следећу одлуку:
„Оснива се самостална Епархија шумадијска са седиштем у Крагујевцу. Овој епархији припадају намесништва: крагујевачко, лепеничко, темнићко, левачко, беличко, јасеничко, космајско, опленичко, колубарско-посавско, Архиепископији београдско-карловачкој остају град Београд, парохије ван Београда које спадају под архијерејско намесништво београдско и врачарско-грочанско намесништво, град Земун и Панчевачки рит.“
За првог епископа шумадијског Свети архијерејски сабор изабрао је 7/20. маја 1947. викарног епископа будимљанског Валеријана. Свети архијерејски синод је, у смислу одлуке Светог архијерејског сабора АС Бр. 28/зап. 102/1947, Епархију жичку поверио у администрацију епископу шумадијском Валеријану, с тим што ће Жичка епархија исплаћивати епископске принадлежности у пуном износу.
Прво архијереј устоличен је у Новој цркви Успенија Пресвете Богородице у Крагујевцу 20. јула 1947. Устоличење је извршио викарни епископ моравички Хризостом.
Патријарх српски Гаврило из Патријаршијске ризнице дао је Епархији шумадијској један архијерејски окрут, жезал и митру (дар последњег руског цара Николаја митрополиту српском Димитрију), и архијерејски чиновник. Патријарх Гаврило се такође постарао и за издржавање Епархије шумадијске у њеним првим данима. Наиме, Епархијски управни одбор Архиепископије београдско-карловачке донео је одлуку у којој се, између осталог, каже:
"Да би се могла отпочети организација ове ново-креиране епархије
ОДЛУЧУЈЕМО
Из благајне Епархијског управног одбора А. Е. Београд.-карловачке исплатити на име помоћи Епархији шумадијској Дин. 10.000 (десет хиљада) на терет парт. поз. 6 расхода (непредвиђени издаци) епархијског буџета за 1947. годину.
О овој одлуци обавестити Његово Преосвештенство епископа шумадијског Господина Валеријана и епархијску благајну знања и исплате ради.
А. Е. М. Патријарх српски Гаврило"
Већ другог дана после устоличења епископ Валеријан је, да би обезбедио основна средства за нормалан живот и рад новоосноване епархије, упутио распис свим архијерејским манастирима и управама манастира у коме је рекао:
"1. Епархијски управни одбор А. Е. Београдско-карловачке у почетку ове године учино је епархијски разрез на црквене општине и манастире, и о тпме обавестио црквене и манастирске управе, да би оне предвиделе у својим буџетима, и да новац шаљу одбору у Београд. Већи број црквених општина и манастира, овај разрез до сада нису уплатили ЕУ Одбору Архиепископије.
Како је одлуком Св. Арх. Сабора бр. 1704/зап. 102 од 24. априла / 7. маја 1947. године основана нова Епархија шумадијска са седиштем у Крагујевцу, у чији је састав ушло и ваше намесништво, односно манастир, те се позивате, да обавестите све црквене општине да убудуће своје материјалне обавезе према Епархији/епарх. разрез за 1947. г. и дужни за 1946/као и добровољне прилоге, које свештенство прикупља за издржавање Епархије шаљу Епархијском управном одбору у Крагујевцу. Новац доносити лично или слати за сада поштанском упутницом, док се не одштампају чеков. уплатнице.
Пошто је ово нова Епархија, која сада има и веће потребе, то се позивају црквене општине и свештенство, да у испуњавању својих обавеза буду ревноснији.
2. Св. арх. синод пов. бр. 1786/зап.398 од 16/29. маја 1947. г. донео је одлуку, да се сви његови расписи штампају у Гласнику и да се више не достављају канцеларијским путем.
Пошто ови расписи убудуће неће бити на до сада уобичајен начин саопштавани, то упозорите све свештенство и црквене општине, да читају Гласник и да се стриктно придржавају расписа, који ће се тамо штампати, и ако се тражи неки извештај, да по распису одмах поступе, јер се некакве ургенције неће чинити."
Нова епархија је за потребе епископа изнајмила једну грађанску кућу близу Нове цркве и свој живот отпочела скромно.
Крајем 1947. епископ Валеријан је, у сагласности са Црквеним судом и Епархијским управним одбором, а на молбу свештенства Младеновачког среза основао ново архијерејско намесништво младеновачко. Касније су основана још два архијерејска намесништва: бељаничко и орашко, тако да Шумадијска епархија и данас има дванаест архијерејских намесништава.
У Шумадији затечено је 158 парохија и 109 црквених општина. Само 9 парохија било је без свог редовног парохијског свештеника. У епархији било је укупно 111 парохијских храмова.
Приликом оснивања Епархије шумадијске Крагујевац се, као седиште епархије, нашао не само на периферији епархије, већ је и један његов део припадао Жичкој епархији, а такође и сва његова залеђина. До нове арондације дошло је, споразумно између новог епископа жичког Германа и епископа шумадијског Валеријана, 1956. године. Тада је Свети архијерејски сабор донео следећу одлуку: „Прихватити предлог Његовог преосвештенства Епископа шумадијског Господина Валеријана и извршити арондацију и ново разграничење Епархије шумадијске и жичке на тај начин што се од Епархије жичке одузимају и Епархији шумадијској припајају манастир Драча и парохије: баљковачка, грбичка, грошничка, прва и друга забојничка и дивостинска.“
У току минулог пола века повећавао се број парохија, црквених општина, манастира, парохијских храмова, капела, а такође и број парохијског свештенства, јер је рукоположено преко 200 свештеничких кандидата. Нагло се повећао број нових парохијских домова, с обзиром да их је 1947. било свега 39.
Сви успеси постигнути су захваљујући вредном свештенству и народу који су свје дарове давали у радној снази, материјалним добрима и новцу.
Побожност и црквеност народа Шумадије за све време трајања ове младе епархије биле су присутне у најтежим послератним временима, временима прогона, застрашивања и затварања свештеника и верника због јавног исповедања вере, подизања црквених објеката или ношења литија. Али највећу радост причињавали су дуги и дуги редови причесника за време Великог ускршњег поста у свим годинама постојања наше епархије. И што је врло важно, ти редови су још гушћи, јер „Господ сваки дан додаваше цркви оне који се спасаваху“ (Д. ап. 2:47).
Историјат Епархије шумадијске написао је блаженопочивши епископ шумадијски др Сава (Вуковић). 

### Немањићки период
Територија данашње епархије била је од давнина у саставу српске државе још од времена Стефана Немање када је у другој половини XII века освојио неке крајеве и присајединио их својој држави. У повељи манастиру Хиландару он наводи жупе Загрлату, Левач, Белицу и Лепеницу а његов син краљ Стефан Првовенчани у повељи којом оснива манастир Жичу 1213. године помиње неке делове Шумадије као што су Борач, обе Лепенице, Белица, Левач и Лугомир. Све до кнеза Лазара ова територија припада немањићкој Србији али с обзиром да је била гранично подручје не игра значајнију улогу у економском и политичком животу Србије. Шумадија се налази на територији Београдске и Топличке епархије а граница између њих је од Авале, Космаја и Рудника према Западној Морави. Север припада Београду а већи јужни део припада Топлици. Близина седишта Српске архиепископије у Жичи утиче и на црквене прилике у Шумадији па део прихода иде и овој епархији. Топличка епархија са седиштем у манастиру Светог Николе код Куршумлије коју је основао Свети Сава била је цењена у средњовековној Србији а њен епископ је био пети по угледу у Српској цркви. Београдска епархија је присаједињена Србији када је краљ Драгутин после абдикације 1282. године као угарски зет добио Мачву али процват доживљава много касније тек за време Стефана Лазаревића. Из времена краља Драгутина у Шумадији су саграђени манастири Тресије и Кастаљан на Космају, Орашје у Темнићу и Петковица на Руднику.

### Развој верског живота
Слабо настањена без већих насеља и утврђених градова и манастира, Шумадија почиње да се развија за време кнеза Лазара и деспота Стефана Лазаревића и Ђурђа Бранковића. Како се престоница преместила из Крушевца у Београд а касније у Смедерево ово подручје постаје најважнији део Србије. Граде се Жупањевац, Рудник, Острвица, Борач и други утврђени градови а зидају се или презиђују и украшавају фрескама манастири Каленић и Ивковић у Левчу, Благовештење, Вољавча, Никоље, Павловац, Петковица на Руднику, Јошаница на Великој Морави, Брезовац на Венчацу итд. Све грађевине припадају моравској архитектури са наглашеном вертикалом, складних пропорција, разнобојних фасада.

### Под турским ропством
У том периоду долази до великих промена у границама епархија па Топличка се спаја са Нишком а епископи носе назив нишки. Београдска епархија је поприште разарања. Поједини делови Шумадије од 1557. до XVII века припадају Рудничкој а потом Веначкој епархији чији митрополит Серафим резидира у манастиру Благовештењу. Долази до знатних разарања манастира али и до обнове после обнављања Пећке патријаршије под патријархом Макаријем Соколовић. Саграђени су манастири Драча и Грнчарица а живописани Благовештење и Никоље.

### Ослобођење Србије
Под вођством Милоша Обреновића креће почетак велике уметничке активности на обнови и уређењу манастира и градњи цркви, једно време је Крагујевац био престоница Србије. Приступа се обнови цркава, звоника, конака и трпезарија. Делови данашње епархије припадали су Ваљевској или Ужичкој епархији да би на крају припали Београдској архиепископији у чијем саставу остају до Првог светског рата.

### Између два светска рата
Када је васпостављена Српска патријаршија, патријарх Димитрије управља не само својом архиепископијом у чијем којој припадају и Шумадија и Браничево, већ и Сремско-карловачком архидијецезом. Године 1931. Пожаревачки и Ћупријски окрузи су издвојени и формирана је Браничевска епархија а створена је Београдско-карловачка архиепископија од Сремско-карловачке архидијецезе и остатка Београдске епархије. Патријарх је презаузет и не стиже да посвети пажњу Шумадији и Срему због велике површине на којој има надлежност. Новоподигнуте храмове освештавају углавном викарни епископи.

### Оснивање Епархије шумадијске
После прве посете Крагујевцу патријарха Гаврила на Духове 1938. године Крагујевчани траже дозволу за подизање зграде за митрополију али убрзо почиње рат. После рата на седници Светог архијерејског сабора 7. маја 1947. доноси се одлика о оснивању Шумадијске епархије са намесништвима крагујевачким, лепеничким, темнићким, левачким, беличким, јасеничким, космајским, опленачким и колубарско-посавским. Викарни епископ будимљански Валеријан Стефановић постаје први шумадијски епископ коме је поверено и администрирање Жичке епархије. Устоличење извршава викарни епископ моравички. Затечено је 158 парохија и 109 црквених општина са 111 парохијских храмова.

### Епархија данас
Поред набројаних намесништава основана су још два: орашачко и бељаничко. Повећао се број храмова, црквених општина, манастира, капела и свештенства. После смрти епископа Валеријана на чело епархије долази 1977. године владика Др Сава Вуковић. После његове смрти 2001. године и једногодишњег администрирања епископа зворничко-тузланског Василија Качавенде за владику шумадијског долази Његово преосвештенство Јован Младеновић. Епархији припадају следећи градови са својим околинама: Крагујевац, Аранђеловац, Топола, Баточина, Лапово, Рача, Варварин, Јагодина, Рековац, Смедеревска Паланка, Младеновац, Лазаревац, Сопот и Барајево.
12. јула 2007. године је основан српски православни радио Епархије Шумадијске Златоусти, црквени медиј који приступа свету и човеку из литургијског искуства Православне цркве. 
Последњих година је било доста инцидената у храмовима ове епархије, због противљења појединаца вршењу литургијског обреда на нов начин (отворене двери, гласно читање појединих молитви...), који се поред Жичке и Браничевске епархије врши још и у Шумадијској епархији.
Од 2013. године са благословом Епископа шумадијског Г. Јована, покренута је интернет продавница богослужбених и верских предмета www.eparhija.com, са жељом да свештенству, монаштву и верницима омогући лаку и брзу набавку верских предмета.

## Манастири
1. Благовештење,
2. Брезовац,
3. Вољавча,
4. Грнчарица,
5. Денковац,
6. Дивостин,
7. Доброводица,
8. Драча,
9. Ивковић,
10. Јаковић,
11. Јошаница,
12. Каленић,
13. Кастељан,
14. Липар,
15. Манастирак,
16. Никоље,
17. Павловац,
18. Петковица,
19. Пиносава,
20. Прекопеча,
21. Прерадовац,
22. Ралетинац,
23. Рамаћа,
24. Саринац,
25. Сибница,
26. Тресије,
27. Ћелије.

## Епископи

### Епископи руднички и веначки
- Диомидије (1577-1582),
- Арсеније (1611-1618),
- Серафим (1627-1632),
- Теофан (пре 1690).

### Епископи шумадијски
| Портрет | Име и презиме        | Време службе |
| ------- | -------------------- | ------------ |
|         | Валеријан Стефановић | 1947-1976    |
|         | Сава Вуковић         | 1977-2001    |
|         | Јован Младеновић     | од 2002.     |